# Jalen Finch
Jalen Finch (Raleigh, 25 juni 1999) is een Amerikaans basketballer.

## Carrière
Finch speelde collegebasketbal voor de Florida SouthWestern State Buccaneers van 2018 tot 2020. In 2020 maakte hij de overstap naar de Jacksonville State Gamecocks waar hij twee seizoenen speelde. Hij speelde een laatste seizoen voor de Georgia Southern Eagles. In de NBA draft van 2023 werd hij niet gekozen en hij tekende daarop voor de Servische club KK Sloboda Užice. Hij tekende voor het seizoen 2024/25 bij de Belgische eersteklasser Brussels Basketball. Hij verlengde zijn contract voor het seizoen 2025/26.